# Бейкер, Мики
Ми́ки Бе́йкер (англ. Mickey "Guitar" Baker, полное имя MacHouston Baker; 15 октября 1925 — 27 ноября 2012) — американский гитарист. Считается одним из гитаристов, внесших наиважнейший вклад в превращение ритм-н-блюза в рок-н-ролл — по словам музыкального веб-сайта AllMusic, «почти на уровне Чака Берри и Бо Диддли». Но поскольку очень большая часть его вклада в музыку увидела свет не от его собственного имени, а от имени многочисленных ритм-н-блюзовых и рок-н-ролльных музыкантов, которым он аккомпанировал, его имя было несравнимо меньше известно публике.
В 2003 году журнал Rolling Stone поместил Бейкера на 53 место своего «Списка 100 величайших гитаристов всех времен».

## Дискография

### Соло
- Wildest Guitar (1959)
- But Wild (1963)
- Mississippi Delta Dues (1973)
- Take A Look Inside (1973)
- The Legendary Mickey Baker (1992)

### Mickey & Sylvia
С Сильвией Робинсон.
- 1957: Mickey & Sylvia
- 1957: New Sounds
- 1957: Love is Strange
- 1973: Do It Again
- 1996: The Willow Sessions
- 1997: Love is Strange: A Golden Classics Edition